# Mangidrano
Mangidrano est une commune urbaine malgache située dans la partie nord de la région de Sofia.